# Perjiva geminata
Perjiva geminata är en stekelart som beskrevs av Jonathan och Gupta 1973. Perjiva geminata ingår i släktet Perjiva och familjen brokparasitsteklar. Inga underarter finns listade i Catalogue of Life.